# Explosion im Chempark Leverkusen 2021

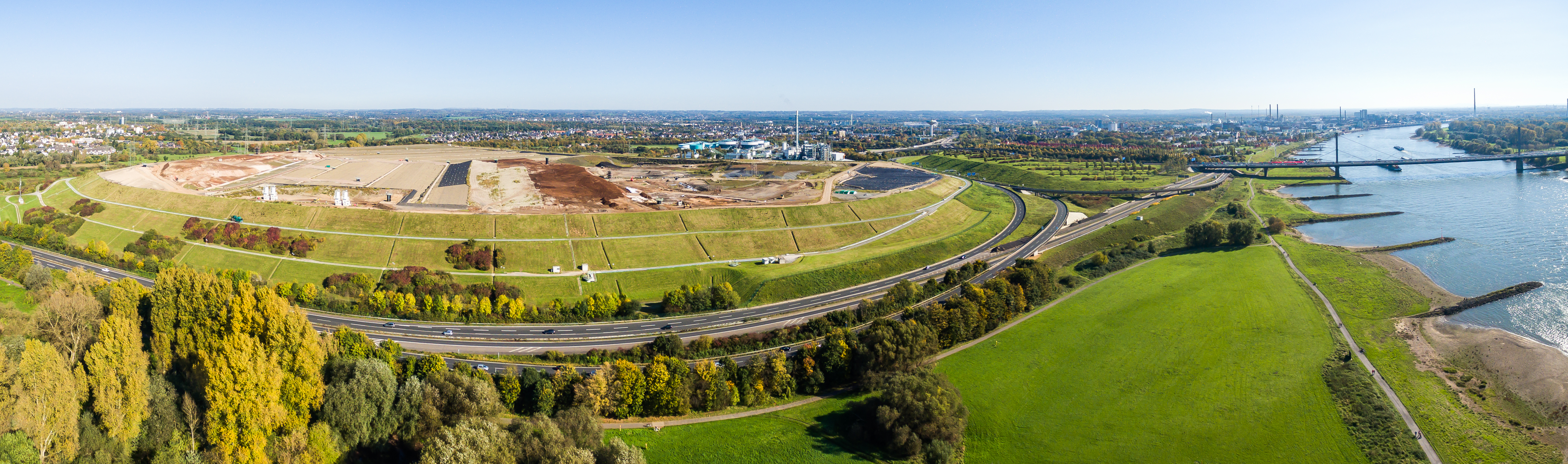
Panorama über den Ort des Geschehens, Bild von 2017, Blick von Norden

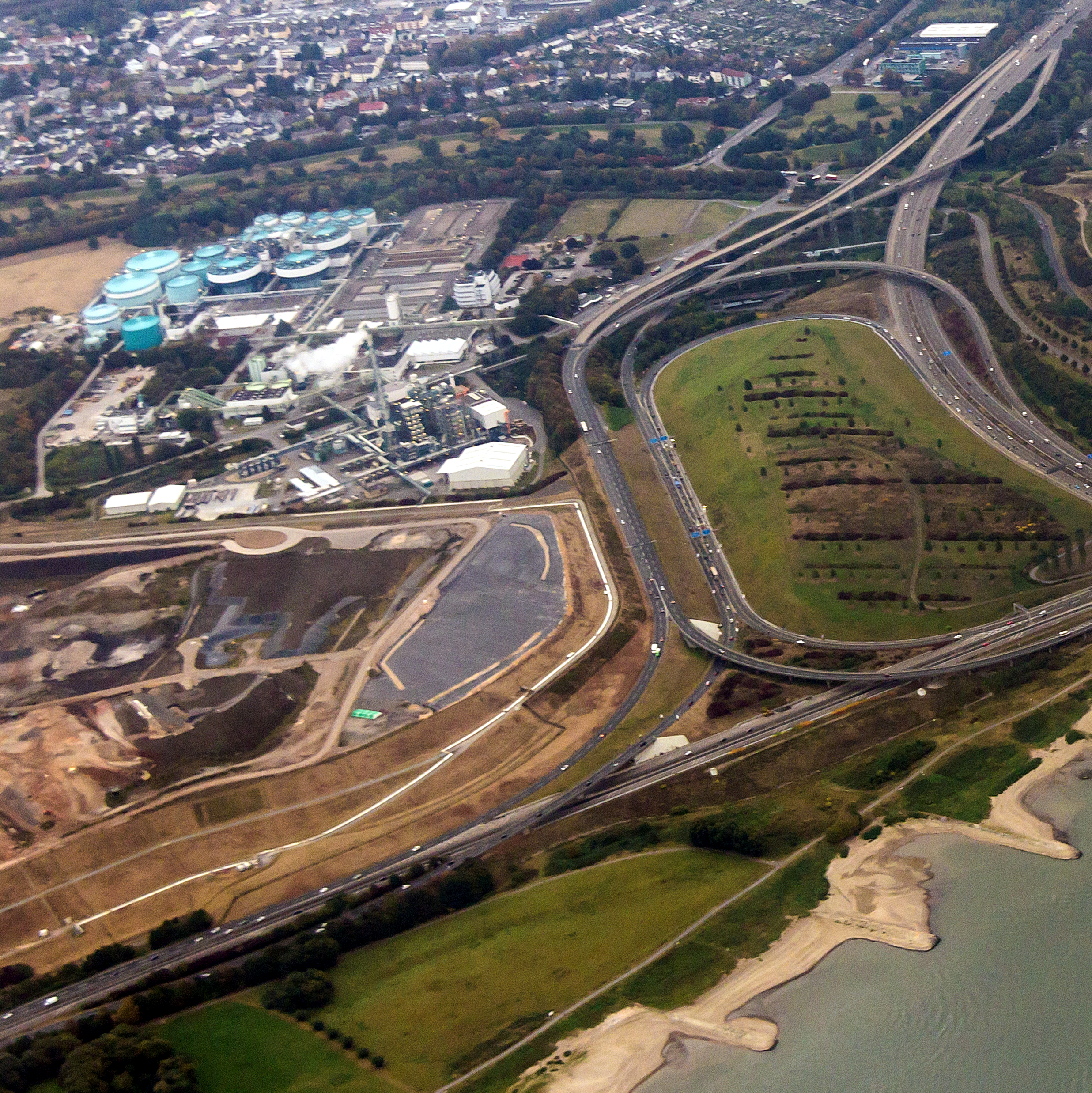
Luftbild des Explosionsortes (2016, Blick von Nordwesten)

Die Explosion im Chempark Leverkusen ereignete sich am Morgen des 27. Juli 2021 im Currenta-Entsorgungszentrum, das nördlich der Innenstadt von Leverkusen und des Chemparks Leverkusen liegt. Sie erschütterte das Gebiet über die Stadt hinaus. Im Entsorgungszentrum des Unternehmens Currenta im Stadtteil Wiesdorf geriet ein Tanklager in Brand. Durch die Explosion starben sieben Mitarbeiter; 31 Menschen wurden verletzt, fünf davon mit lebensgefährlichen Verbrennungen.

## Explosion

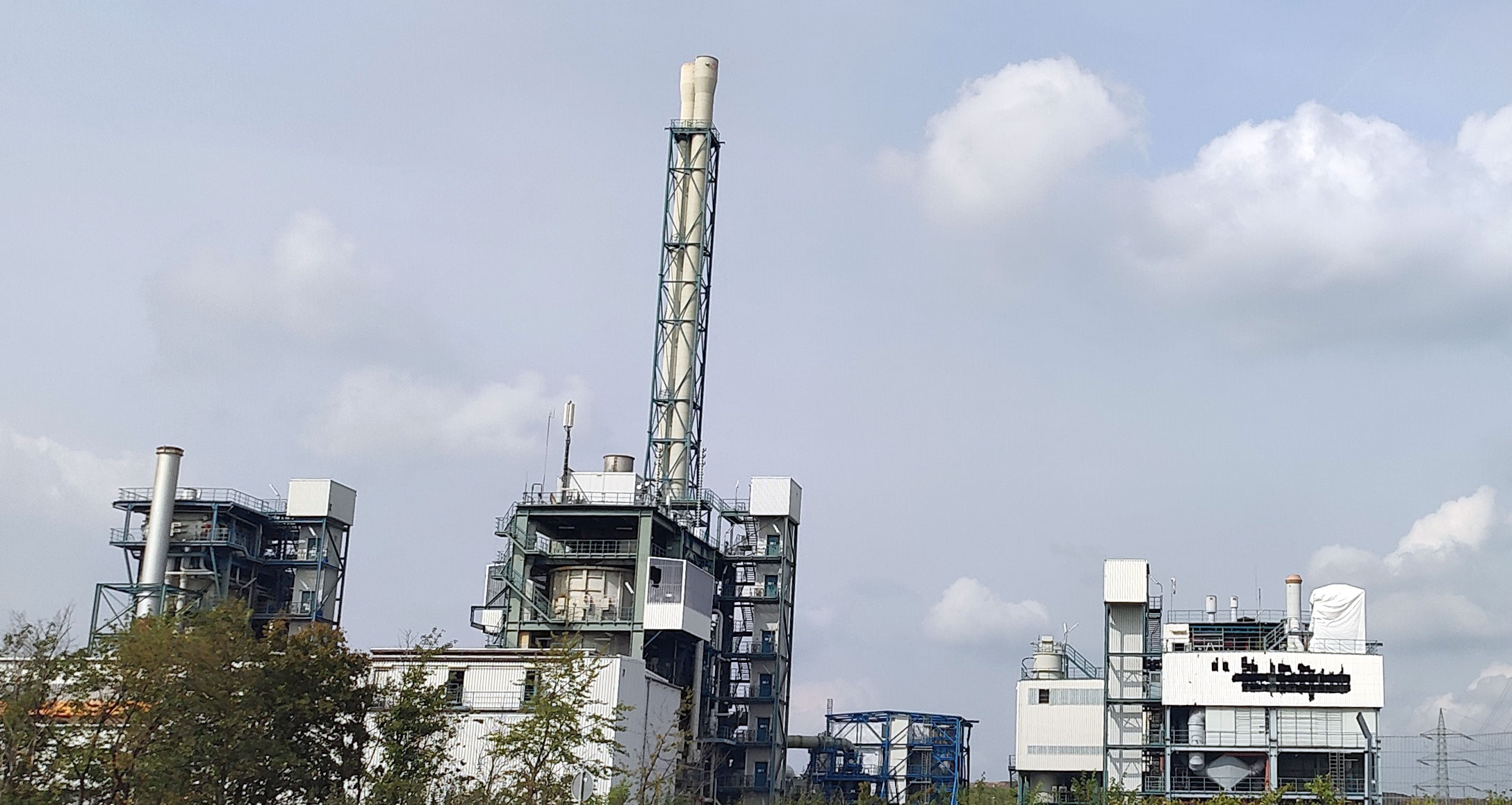
Das Currenta-Entsorgungszentrum aus südöstlicher Richtung, knapp sieben Wochen nach der Explosion, mit weiterhin sichtbaren Beschädigungen.

Am Morgen des 27. Juli 2021 gerieten drei Tanks in Brand, jeder 300 bis 400 Kubikmeter groß, in denen flüssige Produktionsabfälle aus der chemischen Industrie gelagert waren, unter anderem verschiedene chlorierte wie auch nicht chlorierte Lösungsmittel.
Um 09:38 Uhr ereignete sich eine schwere Explosion, die sieben Menschen tötete und über 31 weitere Personen verletzte. Sie erschütterte das gesamte Stadtgebiet Leverkusens und war auch im entfernten Bergisch Gladbach sowie in Köln auf beiden Rheinseiten zu hören. Seismische Systeme registrierten ein Beben mit der Magnitude 0,8. Eine Rauchsäule wuchs über dem Stadtteil und zog nach Norden. Dreihundert Einsatzkräfte der Werkfeuerwehr der Currenta und der Feuerwehren Leverkusen und Köln waren im Einsatz.
Die Polizei sperrte das Areal weiträumig ab; auch nahegelegene Autobahnen waren davon betroffen (Teile der A 1 und A 3 um das Autobahnkreuz Leverkusen sowie der A 59).
Nach Angaben des nordrhein-westfälischen Innenministers Herbert Reul (CDU) bestand bei einem weiteren Tank Explosionsgefahr, der 100 Kubikmeter hochentzündliche, giftige Abfallstoffe enthalten habe. Die Feuerwehren hätten jedoch dessen Explosion abwenden können.
Um 09:51 Uhr wurde über das vom BBK betriebene Modulare Warnsystem (MoWaS) eine regionale Warnung unter anderem an die Warn-App NINA ausgesendet; die Stadt veranlasste eine Warnung über Sirenen („extreme Gefahr“). Der WDR meldete um 11:51 Uhr, dass die Gefahrenwarndurchsage auf das Stadtgebiet Solingens im Bereich Aufderhöhe und Ohligs ausgeweitet wurde.
Die Rauchwolke zog über Leverkusen, Leichlingen, Solingen, Remscheid, Mettmann, Wuppertal, Wülfrath, Heiligenhaus, Hattingen, Bochum und Essen.

## Opfer
Durch die Explosion starben sieben Menschen. 31 Personen wurden verletzt.
Ein Lkw-Fahrer und ein Mitarbeiter des Sondermüll-Entsorgungszentrums starben an der Unglücksstelle. Zunächst wurden fünf weitere Mitarbeiter als vermisst gemeldet. Am 28. Juli 2021 erklärte der Betreiber Currenta, er rechne damit, die fünf Vermissten nur noch tot bergen zu können. Die Staatsanwaltschaft nahm die Ermittlungen auf. Die fünf Vermissten wurden bis zum 13. August 2021 tot aufgefunden.

## Immissionsmessungen
Die Sondermüll-Verbrennungsanlage des Entsorgungszentrums dient auch dazu, halogenhaltige Lösungsmittel zu verbrennen. Dies muss bei Temperaturen von über 1100 °C geschehen, um die Bildung giftiger und krebserregender chlorierter Dioxine und Furane, darunter auch das aus Seveso bekannte 2,3,7,8-Tetrachlordibenzodioxin, sowie PCB zu unterbinden. Ungesteuert und ohne zusätzliche Mittel, wie sie in derartigen Sondermüll-Verbrennungsanlagen bereitgestellt und angewendet werden, verbrennen Lösungsmittelgemische bei deutlich niedrigeren Temperaturen, so dass bei der Verbrennung eine Vielzahl von Stoffen bzw. Schadstoffen entstehen und freigesetzt werden.
Bei Immissionsmessungen im Norden Kölns konnten am Unglückstag keine Belastungen festgestellt werden. Durch die herrschende Windrichtung wurde der Rauch in Richtung Nordosten getragen. Vor möglichen Gesundheitsbeeinträchtigungen wurde zunächst auch in Solingen und später im 60 Kilometer entfernten Dortmund gewarnt. Es wurde zum Schließen von Türen und Fenstern aufgerufen. Während in Dortmund keine gesundheitsgefährdenden Schadstoff-Konzentrationen gemessen werden konnten, wurden Messungen aus den Gebieten, über die die sichtbare Rauchwolke hinweggezogen ist, drei Tage nach dem Unglück noch nicht veröffentlicht.
Über die Medien wurde bekannt gegeben, dass das zuständige Landesamt für Natur, Umwelt und Verbraucherschutz Nordrhein-Westfalen (LANUV) mit Stand vom 28. Juli 2021 von der Bildung von Dioxinen und Furanen ausgehe. Daher wurde davor gewarnt, möglicherweise über den Rauch verbreitete Verbrennungsrückstände (Flocken, Brocken, Pellets etc.) mit den Händen anzufassen. In den betroffenen Regionen sollten Gartenmöbel, Spiel- und Sportgeräte und Swimmingpools nicht berührt werden. Obst und Gemüse aus der betroffenen Region sollte vorerst nicht verzehrt werden. Die Stadt Leverkusen empfahl, die Schuhe vor Betreten von Wohnungen  auszuziehen, um keinen Ruß in die Wohnungen zu tragen.
Nach Analysen von Böden und Pflanzen in der Region wurden zunächst keine relevanten Konzentrationen und keinerlei Grenzwertüberschreitungen durch das Landesumweltamt Nordrhein-Westfalen festgestellt.
Am 22. Dezember 2021 meldete die Bezirksregierung Köln, dass bei den Löscharbeiten Clothianidin-haltiges Löschwasser in den Rhein geleitet wurde. Dies habe der Krisenstab der Currenta aufgrund einer nicht näher erläuterten Gefahrenabwehr beschlossen. Bei den vom LANUV vorgenommenen Messungen im Ablauf der Kläranlage soll über 9 Tage das in Deutschland verbotene Insektengift Clothianidin mit einer maximalen Konzentration von 120 µg/l in den Rhein eingeleitet worden sein. Die mit 0,08 µg/l als Orientierungswert angegebene Konzentration, ab der weitere Schritte einzuleiten sind, sei entsprechend einer Verdünnungsrechnung des LANUV nicht erreicht und daher auch kein Rheinalarm ausgelöst worden. Die Rhein-Wasserwerke in den Niederlanden fanden in den Wochen nach dem Störfall erstmals Clothianidin im aus dem Rhein gewonnenen Trinkwasser. Currenta hatte noch vorhandene Flüssigkeiten und Löschwasser, das PFOS enthielt, in den Rhein abgelassen, über die Einleitung der Giftstoffe aber die zuständige Internationale Kommission zum Schutz des Rheins nicht informiert. Die Messungen des LANUV ergaben im Abwasser des Klärwerks von Currenta zudem deutlich erhöhte Werte des Stoffes PFOS.

## Juristische Aufarbeitung
Im Oktober 2021 wurde ein Ermittlungsverfahren gegen drei Beschäftigte eingeleitet. Grund ist der Anfangsverdacht auf fahrlässige Tötung sowie der fahrlässigen Herbeiführung einer Sprengstoffexplosion. Im April 2022 wurde das Verfahren auf einen vierten Beschäftigten ausgeweitet. Im Januar 2024 hat eine Sonderstaatsanwaltschaft aus Dortmund die Ermittlungen übernommen.